# Historia dell'origine et fondazione della città dell'Aquila
L'Historia dell'origine et fondazione della città dell'Aquila è un manoscritto, diviso in tre volumi, redatto dallo storico Claudio Crispomonti, dove all'interno vi è una breve raccolta degli uomini illustri che per santità di vita, valor d'arme, lettere o altro hanno reso famosa la fondazione della città dell'Aquila.

## Storia e descrizione
Il manoscritto fu redatto tra il 1629 e il 1634 dal patrizio aquilano Claudio Crispomonti mentre era in ritiro presso l'abbazia di Santa Maria di Casanova nel comune di Villa Celiera. Al suo interno, oltre che riportare la raccolta degli uomini illustri, vi è la raccolta delle famiglie che hanno goduto di nobiltà nella provincia aquilana.
Il Crispomonti descrive un quadro reale della città e della vita in quel periodo storico, citando al suo interno 190 cognomi. Dei 190 cognomi citati, vengono date notizie, nella tavola allegata, delle sole 47 famiglie che si sono elevate nella società aquilana.
Delle 47 famiglie, 40 sono aquilane e provenienti dai castelli inurbati nel XIII secolo, mentre le rimanenti 7 provengono da altre regioni italiane, come gli Ardinghelli di Firenze, già in possesso di titolo nobiliare, o i Fibbioni, mercanti provenienti da Novara.
Delle 40 famiglie aquilane, 12 sono dichiarate di antica nobiltà e provenienti dalla città romana di Amiternum, come le famiglie Fuschi, Mozzapede, Novelli, Preti, Taccone, Todini ed Ugolini. In particolare, ad esempio, l'autore, a p. 273 del manoscritto, comunica di possedere documenti datati 897 d.C. nei quali è riportato che gli esponenti dei Novelli possedevano il titolo di vir egregius, già riservato ai funzionari dell'ordine equestre nell'antica Roma. Delle altre famiglie, il Crispomonti elenca le attività principali e i mestieri che le hanno portate ad acquisire un titolo e ad essere identificate come "neofeudatarie".
Il vol. 1 del manoscritto è conservato presso la Biblioteca provinciale Salvatore Tommasi dell'Aquila, mentre il vol. 2 nella Biblioteca Nazionale Centrale di Roma.

## Citazioni
Il manoscritto viene menzionato da diversi storici, tra cui:
- Anton Ludovico Antinori, che nel citarlo a p. 126 della Vita della beata Cristina Ciccarelli, lo dice composto nel 1629, e poi soggiunge che soli due esemplari ne esistevano, l'uno di carattere dell'autore, l'altro ritoccato da lui, ma conservati presso case ragguardevoli dell'Aquila, con alcuni frammenti ed estratti in possesso di più cittadini[4];
- Carlo Franchi a p. 277 della sua Difesa stampata a Napoli nel 1752[5];
- Alfonso Dragonetti a p. 212 de Le vite degli illustri aquilani riporta diversamente il titolo del manoscritto, essendo forse una copia quella da lui posseduta: Istoria della origine e fondazione della città dell'Aquila e breve raccolta di uomini illustri che per santità di vita, valor di armi, lettere ed altro, l'hanno resa famosa: con l'origine e le armi delle famiglie nobili e discendenza de' principi che ne furono e sono signori[6];
- Berardo Candida Gonzaga nei 6 volumi delle Memorie delle famiglie nobili delle province meridionali d'Italia[7].

## Famiglie nobili aquilane citate nel manoscritto
Abbate, Accardi, Accursio, Agnifili, Aquila, Aquilio, Alessandri, Alferi, Altonati, Amiternini, Angelini, Angeloni, Antonelli, Ardinghelli, Aristotile, Azzone, Barile, Baroncelli, Barone, Benedetti, Benincasa, Berardi, Bernaba, Bevilacqua, Bonanni, Boemondo, Bonifazio, Buonicampi, Buonihominis, Branconio, Brenna, Bucci, Bucciarelli, Burri, Cagnani, Camillo, Campana, Camponesco, Cancelliere, Capite, Cappa, Caprini, Caprucci, Carli, Carnesciali, Casella, Castrogelli, Cavaliere, Cergua, Ciampella, Ciampoli, Cielli, Ciminelli, Cipriani, Ciutiis, Coccia, Coccella, Colantonio, Collemadio, Collimento, Colucci, Consolini, Conticelli, Coronato, Coscia, Cresio, Crispomonti o Crispo Monti, De Adria, De Messer Mazzocco, Donadeo, Dragonetti, Egidio, Emiliano, Enrico, Eugenio, Fibioni, Fidanza, Forcella, Franchi, Furfoni, Fusco Amiternino, Gagliardi, Gaglioffi, Garofalo, Gentile, Gentilucci, Gilli, Ginnesio, Giunti, Grassanelli, de Gregorio, Gualtieri, Iacobito, Legistis, Leognani, Lepidi, Lepore, Lotti, Lottieri, Lucchi, Lucentini de' Piccolomini, Luculli, Maneri, Manfredi, Mangagliardi, Marciarelli, Mareri, Marianangeli, Mariani, Marii Baglioni, Marsicani, Martini, Mastrangelo, Massonio, Mattarelli, Mattei, Matteucci, Megliorati, Megliori, Micheletti, Milantini, Miraluce, Mozzapiede, Nardis, Nenni, Novelli, Nucci, Ocre, Oliva, Onofrio, Orselli, Pace, Pagliarete, Paletti, Paoli, Paolucci, Paragrani, Pasquali, Perella, Petrni, Petrucci, Pica, Pipino, Poppleto, Porcinari, Prati, Preti, Quatrari, Quintio, Rainaldi, de Ritiis, Rivera, Rojani, Rosis, Rucci, Ruggeri, Sinizzi, Stella, Taccone, Taddei, Tamasselli, Tassino, Teodino, Testone, Tofano, Tomassino, Tomei, Tortis, Trasmondi, Trentacinque, Turcanico, Vennettini, Vetusta, Vinciprona, Vitale, Vivio, Zeccherio.